# Loans
Loans är en ort i Storbritannien.   Den ligger i kommunen South Ayrshire och riksdelen Skottland, i den centrala delen av landet, 500 km nordväst om huvudstaden London. Loans ligger 23 meter över havet och antalet invånare är 825.
Terrängen runt Loans är platt. Havet är nära Loans västerut. Runt Loans är det ganska tätbefolkat, med 78 invånare per kvadratkilometer. Närmaste större samhälle är Ayr, 9,8 km söder om Loans. Trakten runt Loans består i huvudsak av gräsmarker.